# Liézey
Liézey ist eine französische Gemeinde mit 301 Einwohnern (Stand 1. Januar 2022) im Département Vosges der Region Grand Est (bis 2015 Lothringen). Sie gehört zum Arrondissement Saint-Dié-des-Vosges und zum Gemeindeverband Gérardmer Hautes Vosges.

## Geografie
Die Gemeinde Liézey liegt in den Vogesen, etwa acht Kilometer westlich der Stadt Gérardmer.

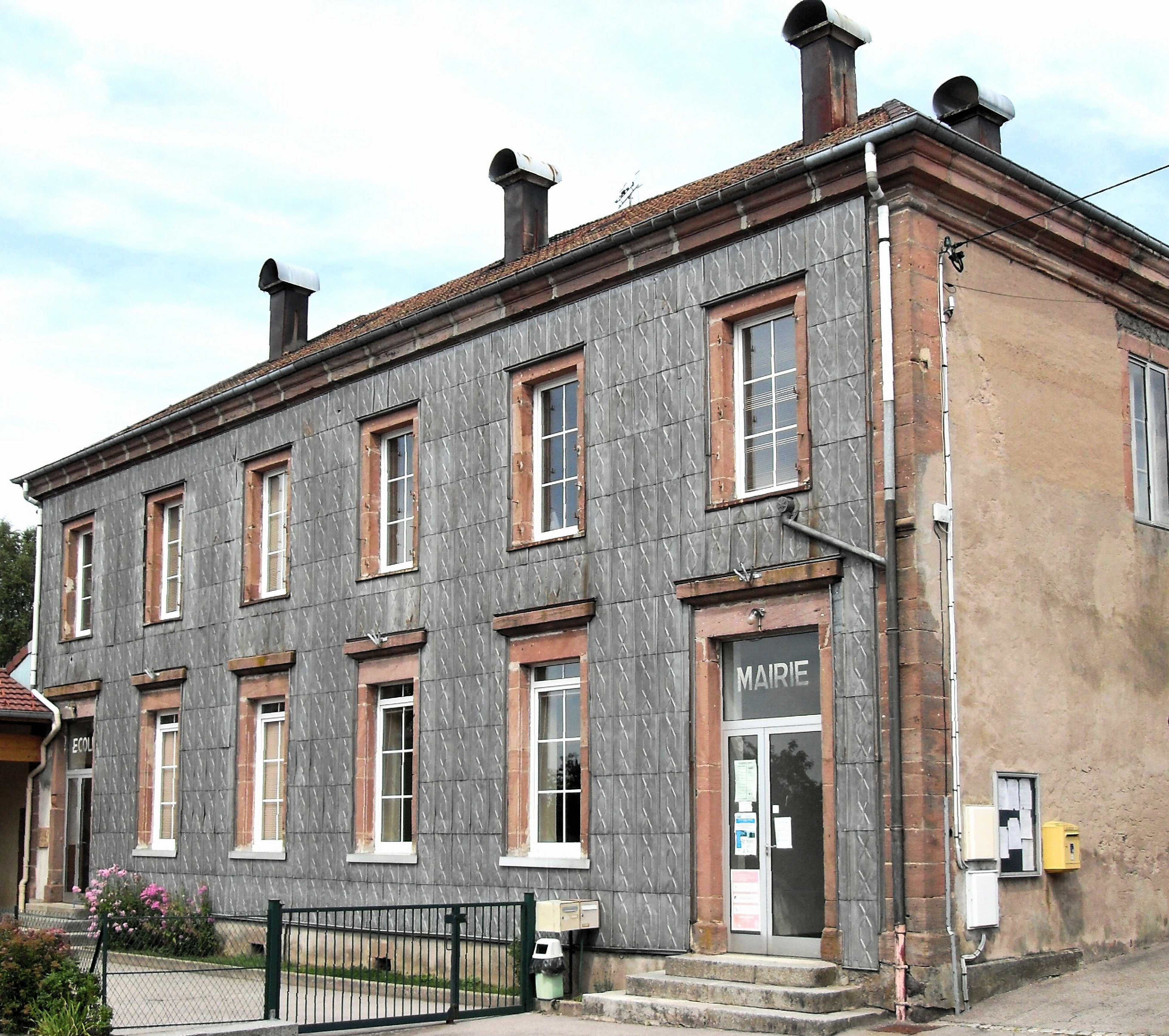
Rathaus (Mairie) in Liézey

Das 13,27 km² große Gemeindegebiet von Liézey erstreckt sich über das Einzugsgebiet des gleichnamigen Gebirgsbaches (Ruisseau de Liézey), der über die Cleurie in die Mosel abfließt. Der im Westen der Gemeinde liegende Ortsteil La Racine liegt dagegen im Quellgebiet des Barba, eines linken Nebenflusses der Vologne. Kirche und Rathaus (Mairie) bilden den Kern der verstreut liegenden Siedlung Liézey. Das sich auf 750 Metern Meereshöhe befindende Rathaus ist das höchstgelegene des Départements Vosges. Die das Liézeytal flankierenden Erhebungen erreichen im Westen 825 m, im äußersten Südosten maximal 923 m über dem Meer.
Mehr als die Hälfte des Gemeindeareals ist von Nadelwäldern bedeckt. Es handelt sich um Anteile an den großen zusammenhängenden Forsten Forêt Domaniale de Vologne im Norden sowie Forêt de Rounimont im Südosten der Gemeinde. Die Meereshöhe der Tallagen von über 600 Metern lässt kaum noch wirtschaftlichen Ackerbau zu, daher dominieren im Tal und an den unteren Hängen Viehweiden. Auch in den höheren Lagen finden sich einzelne Bergbauernhöfe.
Nachbargemeinden von Liézey sind Granges-Aumontzey im Norden, Gérardmer im Osten und Süden, Le Tholy im Westen sowie Rehaupal und Champdray im Nordwesten.

## Geschichte
Die Kirche Saint-Nicolas ist eine der wenigen Kirchen in Frankreich, die während der Französischen Revolution errichtet wurden. Ihr Bau ist 1795 unter maßgeblicher Beteiligung der Bevölkerung vollendet worden. Die Kirche und der Bau des Schulhauses 1820 (heute Rathaus) ermöglichte 1836 die Gründung der eigenständigen Gemeinde Liézey aus Teilen der Gemeindegebiete von Gérardmer, Champdray und Granges-sur-Vologne.
Die Einwohner Liézeys nennen sich selbst Pouhas, was auf die Tradition der Gewinnung von poix (Pech) aus dem Harz von Buchen und Birken der dichten Wälder in der Umgebung zurückzuführen ist.

### Bevölkerungsentwicklung
| Jahr      | 1962 | 1968 | 1975 | 1982 | 1990 | 1999 | 2006 | 2013 | 2021 |
| Einwohner | 172  | 217  | 169  | 245  | 298  | 320  | 292  | 277  | 299  |

In der zweiten Hälfte des 20. Jahrhunderts profitierte Liézey vom Aufschwung des Tourismus am unweit gelegenen Lac de Gérardmer, als zahlreiche Pensionen und Ferienhäuser in der Gemeinde entstanden. Im Jahr 1841 wurde mit 863 Bewohnern die bisher höchste Einwohnerzahl ermittelt. Die Zahlen basieren auf den Daten von cassini.ehess und INSEE.

## Sehenswürdigkeiten

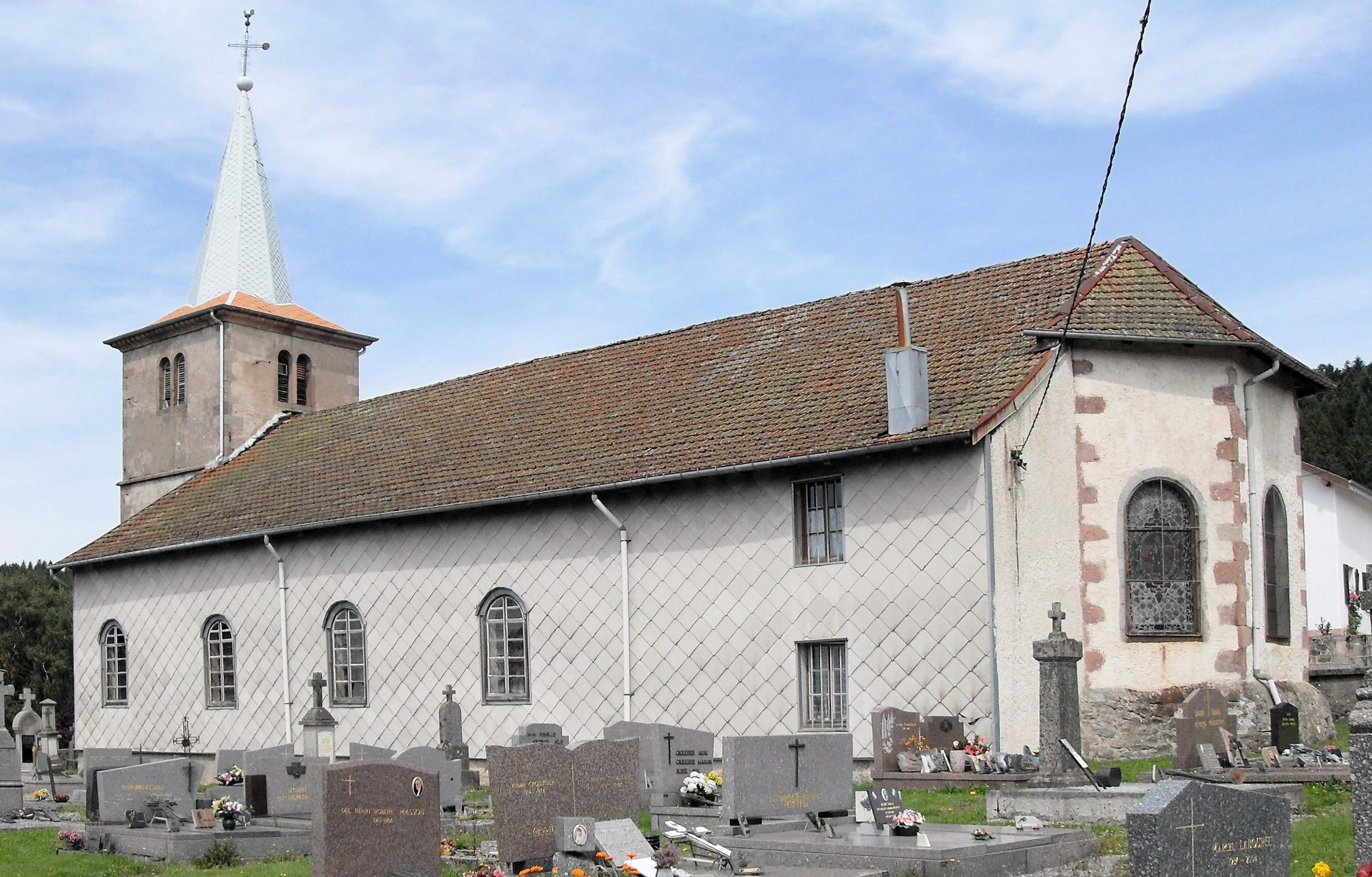
Kirche St. Nikolaus und St. Gerhard in Liézey

- Kirche Saint-Nicolas, von 1792 bis 1795 errichtet
- Museum La maison de l'artisanat (Haus des Handwerks), in einem alten Bauernhof untergebracht, sonntags für Besucher geöffnet
- Bauernhof Grandemange (Käseherstellung, offen für Besucher)
- sieben Wegkreuze im Gebiet der Gemeinde: Croix sur l'enceinte du cimetière, Croix en fer forgé Nicolas Georgel (1796), Croix de Blanchefontaine (1721), Croix de Ménaumont (1760), Croix du Page (1807), Croix Délon (1729), Croix de Saucéfaing (1806)

## Wirtschaft und Infrastruktur
Liézey ist heute ein Touristenort mit zahlreichen Pensionen und Ferienhäusern. Diese Entwicklung verdankt die Gemeinde der Lage nahe den Wasserfällen von Tendon und dem Lac de Gérardmer sowie der günstigen Verkehrsanbindung zur Stadt Gérardmer. In der Gemeinde Liézey sind elf Landwirtschaftsbetriebe ansässig (Milchwirtschaft, Rinder-, Schweine- und Geflügelzucht, Imkerei).
Liézey ist zwei Kilometer von der die Vogesen durchquerenden Départementsstraße 417 (Remiremont-Gérardmer-Colmar) entfernt. Des Weiteren bestehen Straßenverbindungen in die nördlichen Nachbargemeinden Rehaupal, Champdray und Granges-sur-Vologne. Der nächste Bahnhof liegt in der 20 Kilometer entfernten Stadt Remiremont.

## Belege
1. ↑  Gemeindegründung auf cassini.ehess.fr
2. ↑  Liézey auf cassini.ehess
3. ↑  Liézey auf INSEE
4. ↑  Landwirtschaftsbetriebe auf annuaire-mairie.fr (französisch)